# Trachylepis hoeschi
Trachylepis hoeschi este o specie de șopârle din genul Trachylepis, familia Scincidae, descrisă de Mertens 1954. Conform Catalogue of Life specia Trachylepis hoeschi nu are subspecii cunoscute.